# استيبان فيزكارا
استيبان فيزكارا (بالإسبانية: Esteban Gabriel Vizcarra)‏ هو لاعب كرة قدم أرجنتيني في مركز الوسط، ولد في 11 أبريل 1986 في مدينة بيلين دي اسكوبار في الأرجنتين. لعب مع نادي آريما كرونوس ونادي سيمين بادانغ وهوراكان.

## وصلات خارجية
- استيبان فيزكارا على موقع قاعدة بيانات كرة القدم.إي يو (الإنجليزية)
- استيبان فيزكارا على موقع ناشيونال فوتبول تيمز (الإنجليزية)
- استيبان فيزكارا على موقع Soccerway.com (الإنجليزية)